# Eleutherodactylus rubrimaculatus
Espèce
Synonymes
- Syrrhophus rubrimaculatus Taylor & Smith, 1945

Statut de conservation UICN

 VU B1ab(iii) : Vulnérable
Eleutherodactylus rubrimaculatus est une espèce d'amphibiens de la famille des Eleutherodactylidae.

## Répartition
Cette espèce se rencontre au Mexique dans le sud-est du Chiapas et dans le sud-ouest du Guatemala du niveau de la mer jusqu'à 1 000 m d'altitude.

## Description
Le mâle holotype mesure 21 mm.

## Publication originale
- Taylor & Smith, 1945 : Summary of the collections of amphibians made in México under the Walter Rathbone Bacon traveling scholarship. Proceedings of the United States National Museum, vol. 95, p. 521-613 (texte intégral).